# Guðný Árnadóttir
Guðný Árnadóttir, född den 4 augusti 2000, är en isländsk fotbollsspelare. Hon representerar damallsvenska Kristianstads DFF och det isländska landslaget.

## Biografi
Árnadóttir inledde sin seniorkarriär i det isländska laget FH år 2015. 2020 flyttade hon till Italien och AC Milan innan hon år 2024 lämnade för Kristianstads DFF. Hon har även representerat det isländska damlandslaget där hon debuterade 2018.